# Pala (broń)

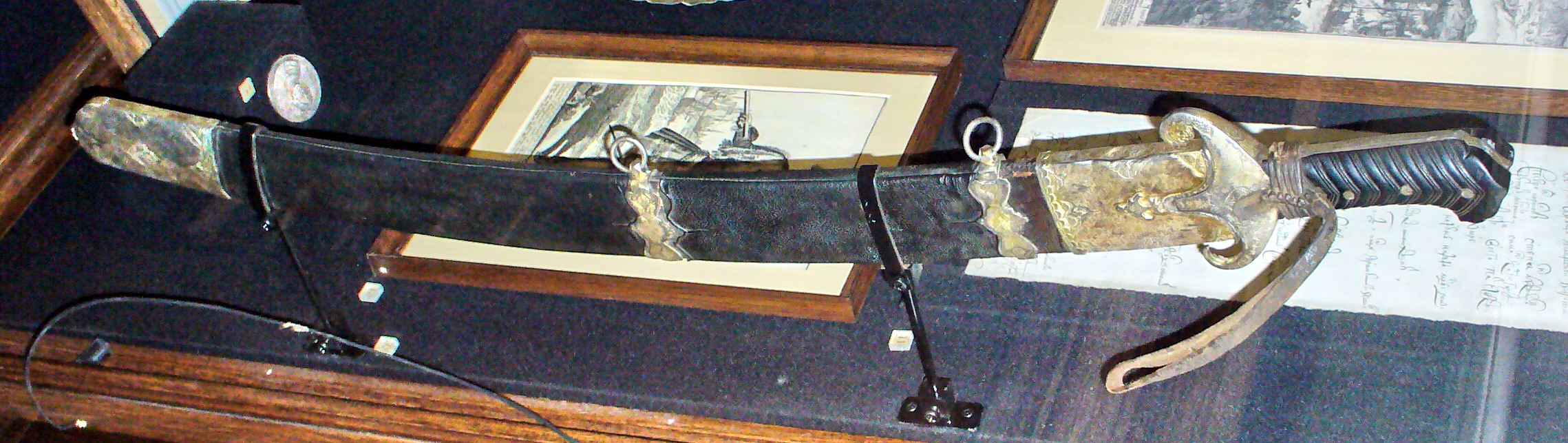
Pala

Pala – szabla turecka, używana w czasach Imperium Osmańskiego w XVIII wieku. Miała dość szeroką głownię (do 4,5 cm), zakrzywioną pod dużym kątem, zazwyczaj zrobioną ze stali damasceńskiej. Jej rękojeść wykonana była z czarnego dębu lub rogu i osadzona za pomocą nitów. Służyła wyłącznie jako broń piechoty, w szczególności janczarom. W Europie znana jako bułat.